# リチャード・キルティ
リチャード・キルティ（Richard Kilty、1989年9月2日 ‐ ）は、イギリスの陸上競技選手。専門は短距離走。100mで10秒01、200mで20秒34、室内60mで6秒49の自己ベストを持つ。2014年ソポト世界室内選手権男子60mの金メダリストである。

## 経歴
小さい頃からスプリンターとして活躍。2001年には200mで11歳イギリス記録保持者、2002年には室内50mと60mでU13イギリス記録保持者となった。2006年と2007年には英国学校選手権の100mを連覇した。

### 2012年
6月に英国選手権男子200mで決勝に進出するも、ハムストリングスが痙攣した影響で8位に終わり、ロンドンオリンピック男子200mの参加標準記録A（20秒55）を突破していながらイギリス代表の座を逃した。

### 2013年
7月7日に200mで20秒34（-0.1）の自己ベストおよびモスクワ世界選手権男子200mの参加標準記録A（20秒52）を突破すると、1週間後の英国選手権男子200mは20秒50（+2.4）で2位に入った。この結果、モスクワ世界選手権男子4×100mリレーのイギリス代表に選出された。8月のモスクワ世界選手権では、男子4×100mリレー予選でイギリスチーム（キルティ、ハリー・アイキネス＝アリエティ、ジェームズ・エリントン、ドウェイン・チェンバース）の1走を務め、38秒12をマークしての決勝進出に貢献した（キルティは予選だけの出場。決勝のイギリスはオーバーゾーンで失格）。

### 2014年

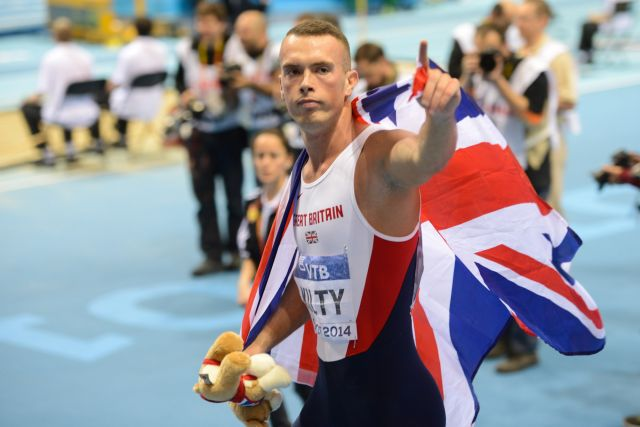
2014年ソポト世界室内選手権

3月にソポト世界室内選手権男子60mに出場。大会前までの自己ベストは6秒53だったが、予選を全体1位の6秒53、準決勝を全体2位の6秒52で突破し、両レースで自己ベストをマークして決勝に進出した。迎えた決勝では白人歴代2位の記録となる6秒49をマークし、マーヴィン・ブレイシー（6秒51）やフェミ・オグノデ（6秒52）らを破り金メダルを獲得した。

### 2015年
3月のヨーロッパ室内選手権男子60m決勝を6秒51で制し、世界室内選手権とヨーロッパ室内選手権の男子60mで金メダルを獲得した史上3人目のイギリス人選手となった。5月17日にイタリアで行われたガヴァルド・ミーティング男子100mで自身初の10秒0台となる10秒09（+0.6）をマークすると、6月7日に地元イギリスで行われたダイヤモンドリーグ・バーミンガムグランプリ男子100mでは自己ベストを0秒04更新する10秒05（+2.0）をマーク。その後、怪我のため7月の英国選手権は欠場した。 8月の北京世界選手権は男子100mと4×100mリレーに出場。個人種目初出場となった100mは予選で10秒12（-0.3）をマークし、タイムで拾われて準決勝に進出したが、準決勝は10秒20（-0.4）の組8着で敗退した。前回大会に続いて出場した4×100mリレーは予選と決勝の両方でイギリスチームの1走を務めたが、決勝のイギリスチーム（キルティ、ダニエル・タルボット、ジェームズ・エリントン、チジンドゥ・ウジャ）はアンカーにバトンが渡る直前までメダル圏内だったものの、バトンが渡らず途中棄権に終わった。

### 2016年
5月29日のガヴァルド・ミーティング男子100mで9秒92（+4.4）をマークし、追い風参考記録ながら初めて10秒の壁を突破した。6月25日の英国選手権男子100m決勝は10秒05（+3.0）の6位に終わったが、最終的にリオデジャネイロオリンピック男子4×100mリレーのイギリス代表に選出された。7月のヨーロッパ選手権では初の個人種目出場となった男子100mで決勝に進出するも、8日の決勝はフライングを侵して失格に終わった。7月16日にはヘクサムで開催された大会の100mで10秒01（+1.9）の自己ベストをマークし、9秒台に肉薄した。初のオリンピック出場となった8月のリオデジャネイロオリンピックでは、男子4×100mリレーの予選と決勝でイギリスチームの1走を務めたが、決勝のイギリスチーム（キルティ、ハリー・アイキネス＝アリエティ、ジェームズ・エリントン、アダム・ジェミリ）は37秒98の5位に終わった。

### 2017年
3月のヨーロッパ室内選手権男子60m決勝を今季ヨーロッパ最高記録の6秒54で制して連覇を達成した。

## 人物・エピソード
- アイルランド人の祖先を持つ[2]。父親は10秒8の自己ベストを持つ元スプリンター[24]。
- 家庭の事情でホームレスホステルに2回暮らした過去を持つ。1度目は5歳の時に数ヶ月、2度目は13歳の時に6-7ヶ月[25]。
- 2015年4月14日、自身のツイッター上でアーセナルFC所属のエクトル・ベジェリンとセオ・ウォルコットにスプリント勝負を呼びかけて話題になった。事の発端は、アーセナルが毎年実施する40mの計測テストでベジェリンが4秒41をマークし、ウォルコットが保持していた4秒42のアーセナル記録を0秒01更新[26]。この記録はウサイン・ボルトが9秒58の世界記録をマークした時の40m通過タイムである4秒64を上回っているとメディアが取り上げた。これに対しキルティは自身のツイッターで「そんなに速いわけがない。ベジェリン、ウォルコットと勝負してメディアが間違っていることを証明したい。3万ポンドを賭けてもいい。距離と日時と場所はどこでもいい。」という旨のツイートをした[27][28]。

## 自己ベスト
- 記録欄の（　）内の数字は風速（m/s）で、+は追い風、-は向かい風を意味する。

| 種目 | 記録          | 年月日        | 場所                   | 備考           |
| 屋外 | 屋外          | 屋外          | 屋外                   | 屋外           |
| ---- | ------------- | ------------- | ---------------------- | -------------- |
| 100m | 10秒01 (+1.9) | 2016年7月16日 | ヘクサム               |                |
| 100m | 9秒92w (+4.4) | 2016年5月29日 | ガヴァルド             | 追い風参考記録 |
| 150m | 15秒32 (-0.5) | 2014年9月6日  | ニューカッスル         |                |
| 200m | 20秒34 (-0.1) | 2013年7月7日  | ラ・ショー＝ド＝フォン |                |
| 400m | 48秒58        | 2013年5月18日 | レタケニー             |                |
| 室内 |               |               |                        |                |
| 60m  | 6秒49         | 2014年3月8日  | ソポト                 | 白人歴代2位    |
| 200m | 21秒70        | 2007年1月21日 | シェフィールド         |                |

## 主要大会成績
- 備考欄の記録は当時のもの

| 年   | 大会                        | 場所             | 種目    | 結果     | 記録          | 備考                           |
| ---- | --------------------------- | ---------------- | ------- | -------- | ------------- | ------------------------------ |
| 2008 | 世界ジュニア選手権          | ブィドゴシュチュ | 200m    | 準決勝   | 21秒56 (-0.1) |                                |
| 2008 | 世界ジュニア選手権          | ブィドゴシュチュ | 4x100mR | 5位      | 39秒89 (4走)  |                                |
| 2009 | ヨーロッパU23選手権 (en)    | カウナス         | 200m    | 7位      | 20秒93 (-0.2) |                                |
| 2011 | ヨーロッパU23選手権 (en)    | オストラヴァ     | 4x100mR | 2位      | 39秒10 (3走)  |                                |
| 2013 | 世界選手権                  | モスクワ         | 4x100mR | 予選     | 38秒12 (1走)  | 決勝進出                       |
| 2014 | 世界室内選手権              | ソポト           | 60m     | 優勝     | 6秒49         | 自己ベスト                     |
| 2014 | 世界リレー (en)             | ナッソー         | 4x100mR | 3位      | 38秒19 (1走)  |                                |
| 2014 | コモンウェルスゲームズ (en) | グラスゴー       | 100m    | 準決勝   | 10秒27 (-0.5) | イングランド代表               |
| 2014 | コモンウェルスゲームズ (en) | グラスゴー       | 4x100mR | 2位      | 38秒02 (3走)  | イングランド代表               |
| 2014 | ヨーロッパ選手権            | チューリッヒ     | 4x100mR | 優勝     | 37秒93 (3走)  |                                |
| 2014 | コンチネンタルカップ (en)   | マラケシュ       | 4x100mR | 2位      | 38秒62 (3走)  | ヨーロッパ大陸代表             |
| 2015 | ヨーロッパ室内選手権 (en)   | プラハ           | 60m     | 優勝     | 6秒51         |                                |
| 2015 | 世界リレー (en)             | ナッソー         | 4x100mR | B決勝3位 | 38秒67 (4走)  |                                |
| 2015 | 世界選手権                  | 北京             | 100m    | 準決勝   | 10秒20 (-0.4) |                                |
| 2015 | 世界選手権                  | 北京             | 4x100mR | 決勝     | DNF (1走)     | 3-4走間のバトンミス            |
| 2016 | ヨーロッパ選手権            | アムステルダム   | 100m    | 決勝     | DQ            | フライング 準決勝10秒15 (-0.4) |
| 2016 | オリンピック                | リオデジャネイロ | 4x100mR | 5位      | 37秒98 (1走)  |                                |
| 2017 | ヨーロッパ室内選手権 (en)   | ベオグラード     | 60m     | 優勝     | 6秒54         |                                |
| 2018 | コモンウェルスゲームズ (en) | ゴールドコースト | 200m    | 準決勝   | 20秒67 (0.0)  |                                |
| 2018 | コモンウェルスゲームズ (en) | ゴールドコースト | 4x100mR | 優勝     | 38秒13 (3走)  |                                |

### 世界室内ツアー
| 年   | 種目 | 総合順位 | 獲得ポイント |
| ---- | ---- | -------- | ------------ |
| 2016 | 60m  | 6位      | 7 (1レース)  |